# Serica horrida
Serica horrida är en skalbaggsart som beskrevs av Ahrens 2007. Serica horrida ingår i släktet Serica och familjen Melolonthidae. Inga underarter finns listade i Catalogue of Life.